# Embaixada de Cabo Verde em Brasília
A Embaixada do Cabo Verde em Brasília é a principal missão diplomática cabo-verdiana no Brasil. Está localizada no Lago Sul. Ambos os países estabeleceram ligações diplomáticas em 1975.

## Histórico
Desde que estabeleceram suas relações diplomáticas, Brasil e Cabo Verde assinaram um acordo de cooperação em 1977, abrangendo áreas como saúde e educação. Em 1979, firmaram um tratado de amizade. Na década seguinte, os mandatários brasileiros e cabo-verdianos trocaram visitas de Estado. Em 1986, por exemplo, José Sarney foi até Cabo Verde para sancionar um acordo comercial.

## Administração
Atualmente, a embaixada é administrada pela encarregada de negócios Maria de Fátima Vaz Almeida Santos. O posto de embaixador encontra-se vago.